# Skruebrækker
Skruebrækker er den nedsættende betegnelse for en strejkebryder, dvs. en person, der under en kollektiv strejke arbejder i konflikt med de øvrige strejkende kolleger. Afledt af skrue der i gammel brug betød strejke. 
Ved fagbevægelsens tidligere organisering i slutningen af 1800-tallet, foregik en strejke som en "skrue", hvor man skiftevis strejkede på forskellige arbejdspladser. Var der eksempelvis 10 arbejdspladser indenfor en branche, ramte strejkeskruen to arbejdspladser ad gangen. På den måde sikrede man, at de resterende otte arbejdspladser udbetalte løn, så man ikke tømte strejkekassen med det samme. En skruebrækker kunne således turnere mellem de arbejdspladser, der blev ramt, og dermed ødelægge effekten af strejken.
Skruebrækkere blev typisk rekrutteret blandt pjalteproletariatet, sæsonarbejdere, bondestanden og overklassen 